# Capella (kyrka)

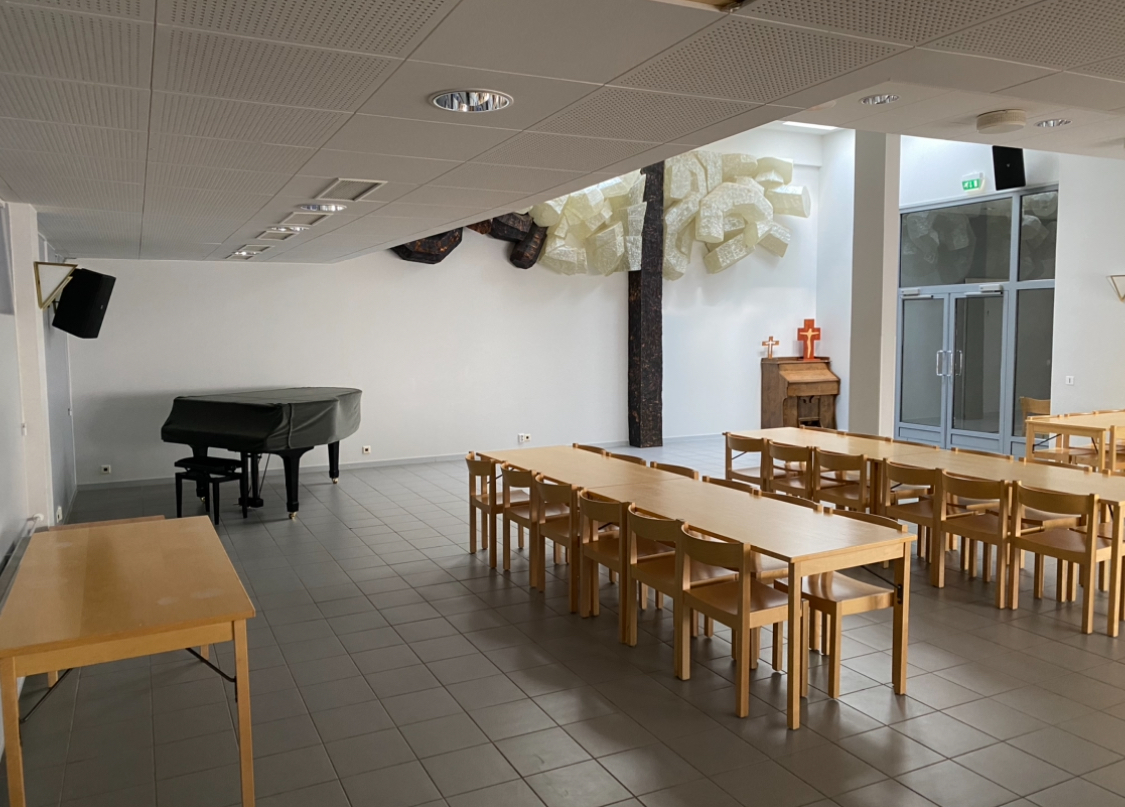
Capellas festsal.

Capella är en kyrkolokal i Sjundeå i Finland. Kyrkan, som ägs av Sjundeå kyrkliga samfällighet, är belägen vid Sjundeå station i Stationens affärscentrum. Sjundeå församling skaffade Capella via Tor Perkléns donation. Utrymmen vigdes officiellt till kyrka år 2002 men själva byggnaden är uppförd i början av 1980-talet.
Inne i Capella finns konstnären Pauno Pohjalainens skulptur Livets trä. I Capellas utrymme finns kyrkosalen, aulan, köket och mötesrum som man har nämnt Torskammare efter Tor Perklén.
I 2025 meddelade Sjundeå kyrkliga samfällighet att man har sålt alla sina aktier i fastigheten Stationens Affärscentrum där Capella är belägen till Sjundeå kommun för att stödja utvecklandet av kommuncentrumet. Hela affärscentrumet kommer att rivas och därmed upphörde också församlingsverksamhetet i Capella.